# فیلیپوو (استان پودلاسکی)
فیلیپوو (به لهستانی:  Filipów) یک روستا در لهستان است که در گمینا فیلیپوو واقع شده‌است.
 فیلیپوو  ۱٬۸۱۴ نفر جمعیت دارد.